# Nymphon crosnieri
Nymphon crosnieri is een zeespin uit de familie Nymphonidae. De soort behoort tot het geslacht Nymphon. Nymphon crosnieri werd in 1965 voor het eerst wetenschappelijk beschreven door Stock. 